# 川口市めぐりの森
川口市めぐりの森（かわぐちしめぐりのもり）は、埼玉県川口市の市営火葬場。

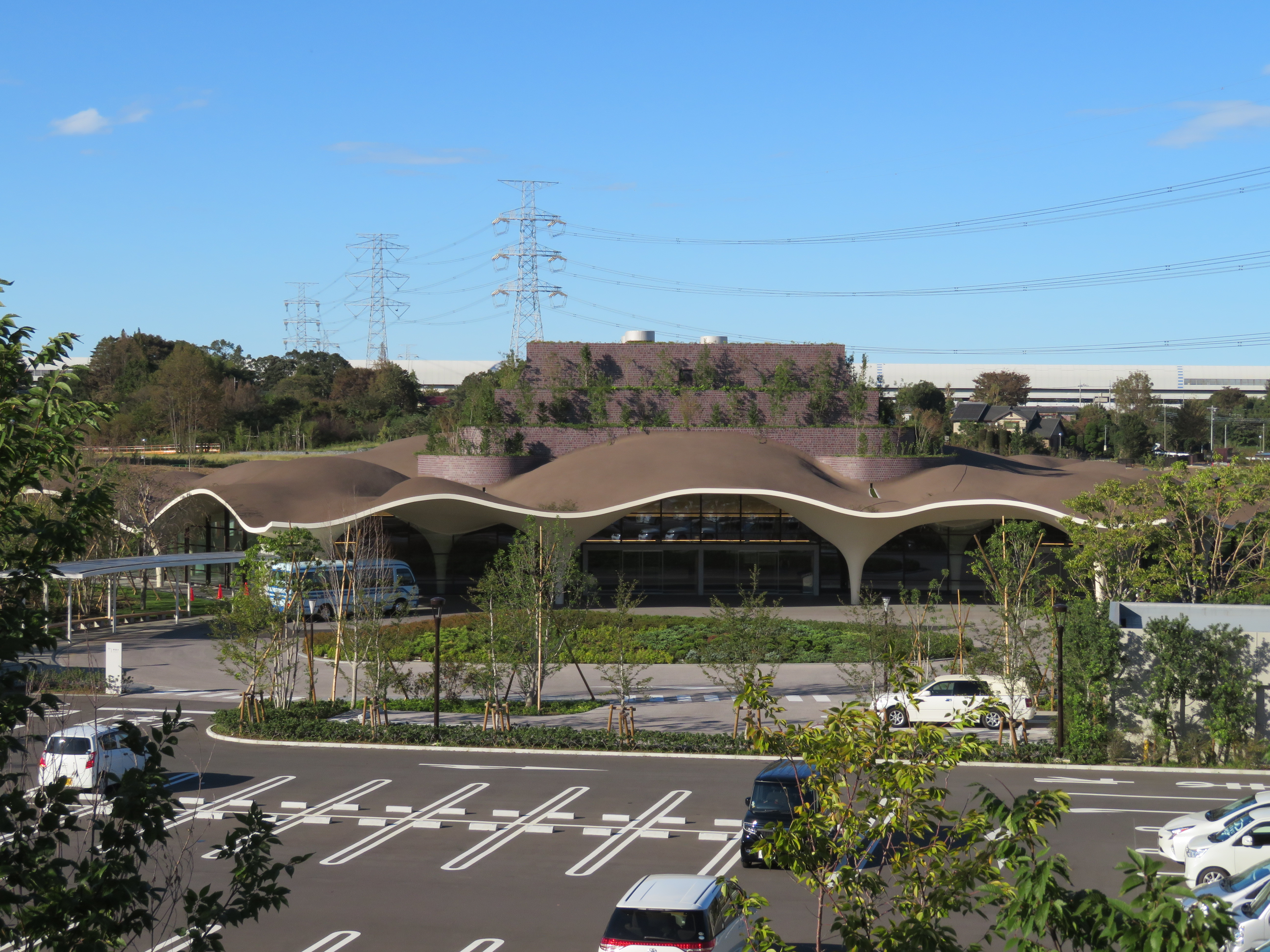
川口市めぐりの森

## 歴史
川口市は、隣接するさいたま市に次いで県内第2位の人口約60万人を抱えていたが、市内に火葬場が無かった。それまでは隣接する草加市の谷塚斎場や荒川を渡り、東京都板橋区の戸田葬祭場を利用していた。
高齢者の増加を控えていたことから、当地に火葬施設を建設することとなった。火葬場施設は赤山歴史自然公園の整備と共に行われた。2016年（平成28年）1月21日起工式が行われ、2018年（平成30年）4月3日に開業した。
火葬場所在地は大字新井宿であるが、赤山歴史自然公園の所在地は大字赤山である。伊東豊雄の火葬施設の建築物としては、岐阜県各務原市の「瞑想の森 市営斎場」に次いで2作目である。

## 設備
- 建築面積 - 5493.44㎡
- 延床面積 - 7761.92㎡
- 火葬炉 - 10基（予備4基）

## アクセス
- 首都高速川口線 新井宿出入口
- 東京外環自動車道 川口東IC
- 埼玉高速鉄道 新井宿駅より徒歩15分